# Powożenie

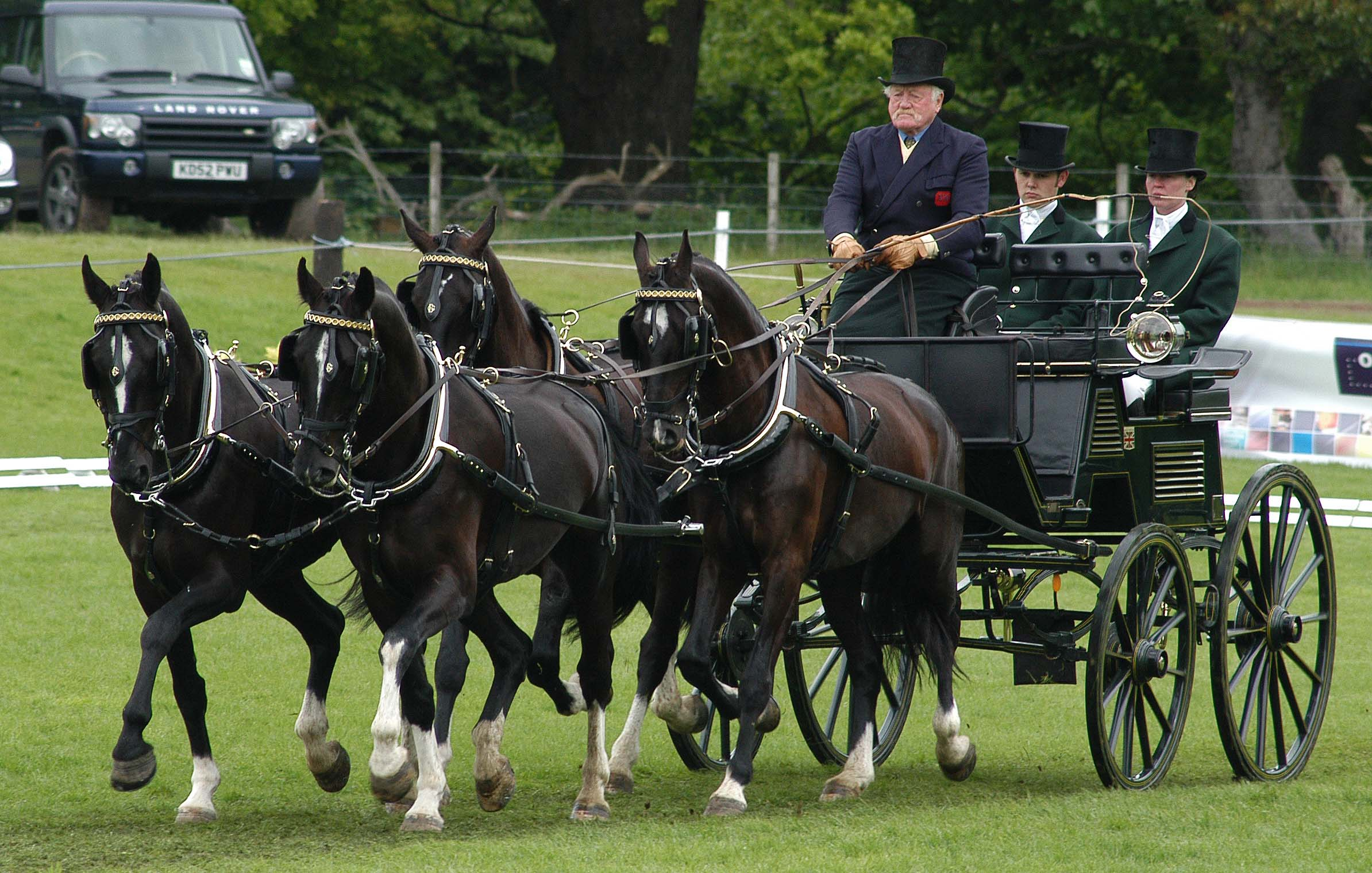
Konkurs A – ujeżdżenie: George Bowman (GBR)

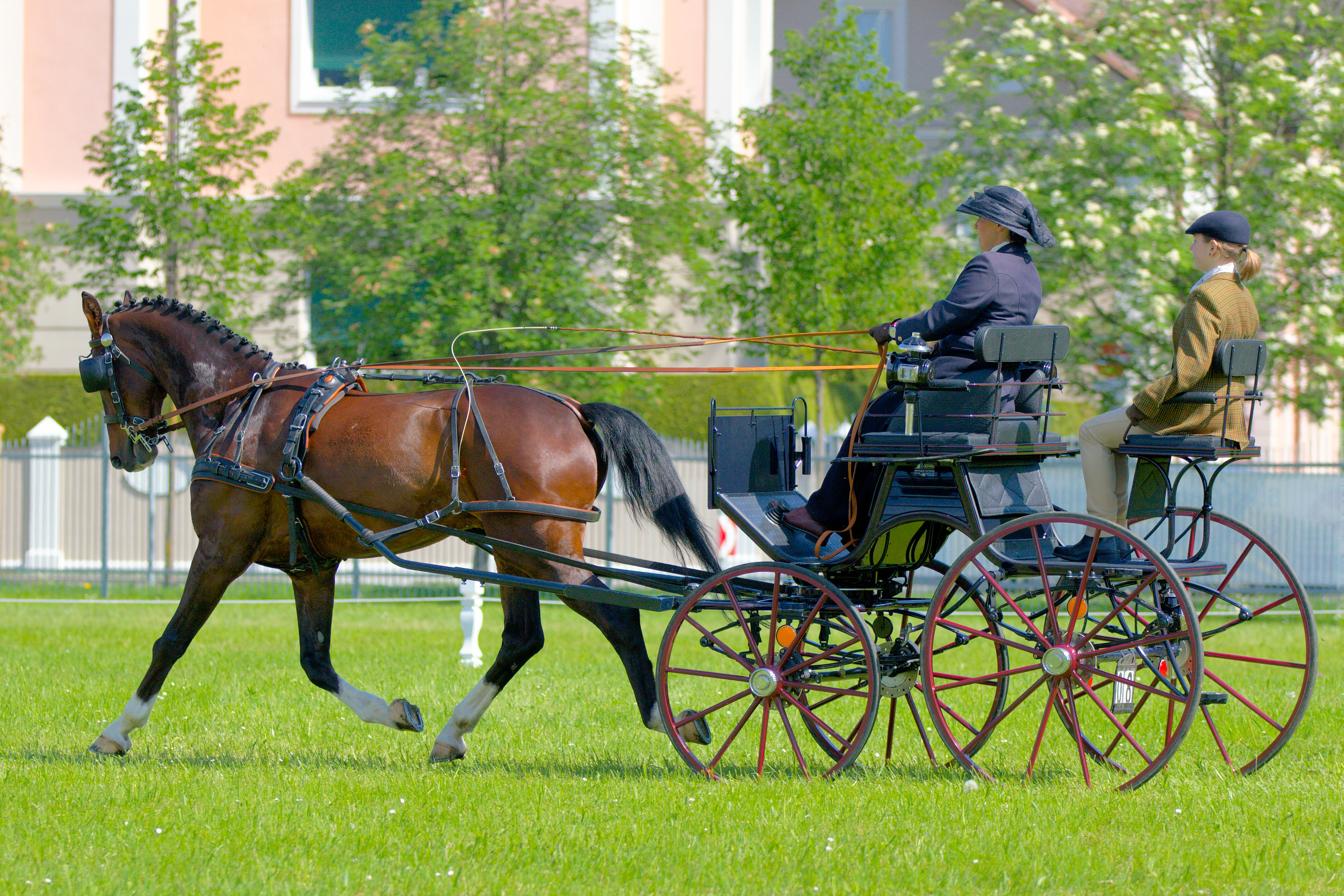
Powożenie – zaprzęg jednokonny

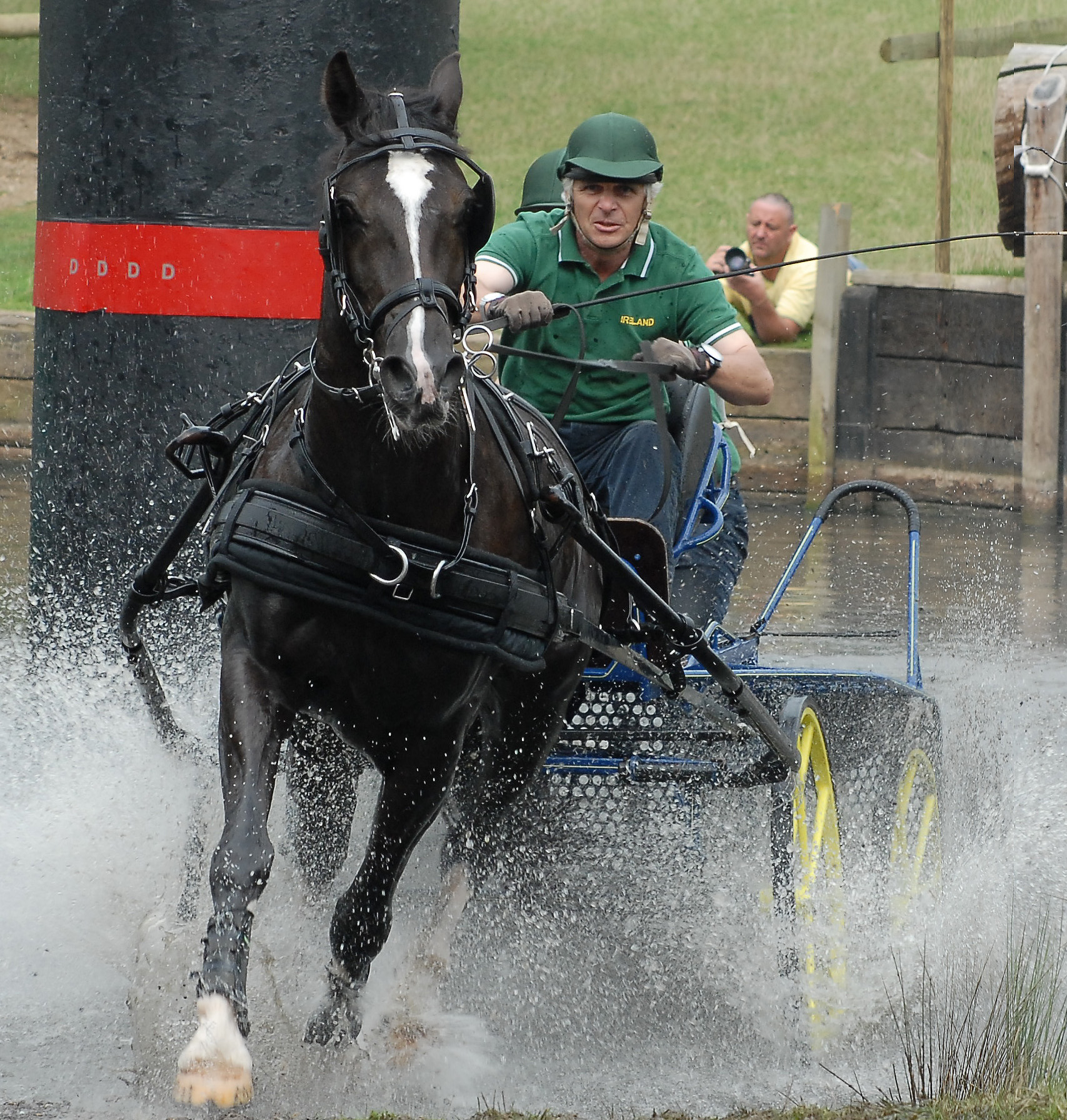
Maraton – przeszkoda wodna, Edwin Bryson (IRL)

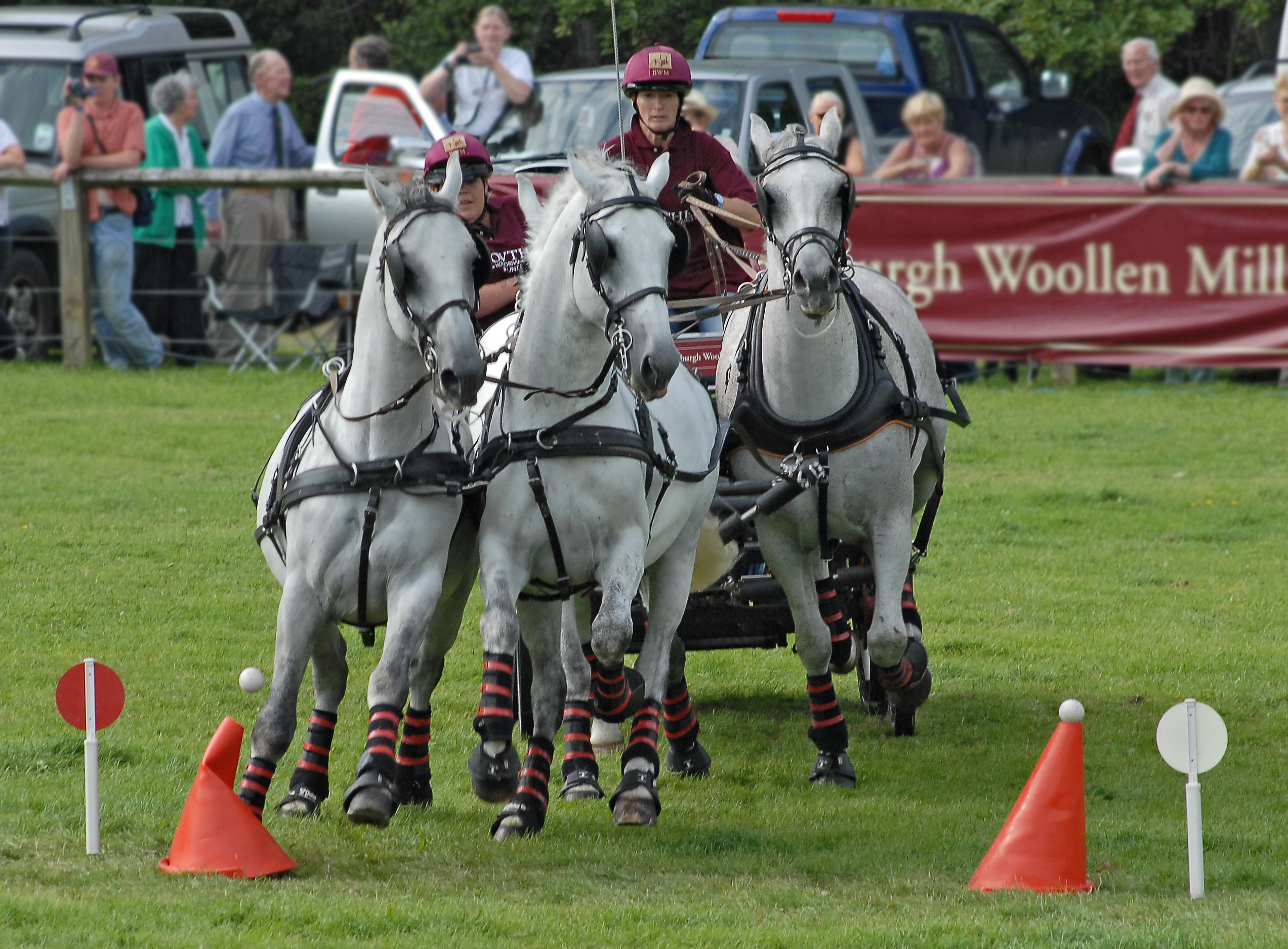
Zaprzęg czterokonny, Pippa Bassett (GBR)

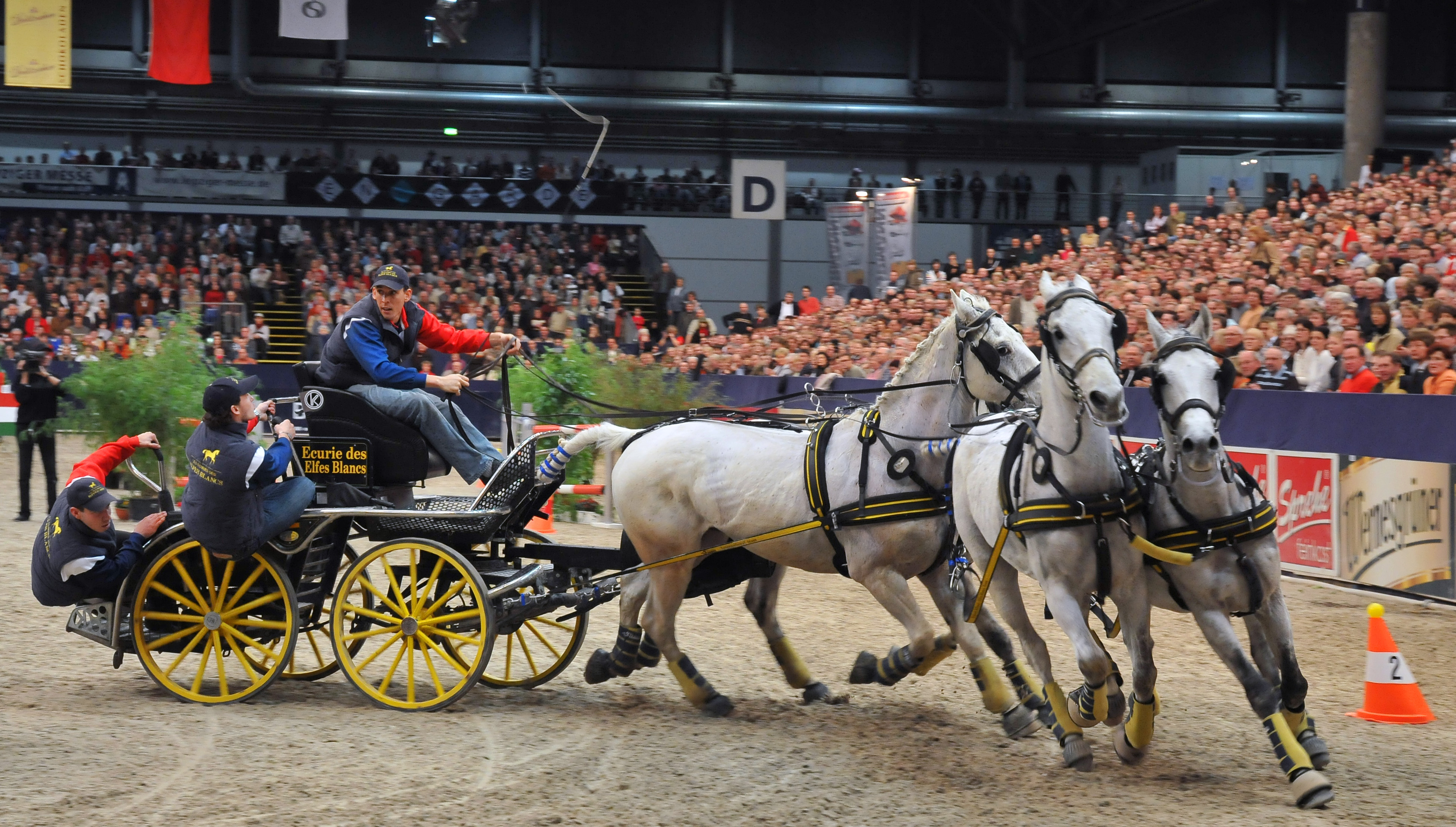
MŚ w Lipsku 2008, Benjamin Aillaud (FR)

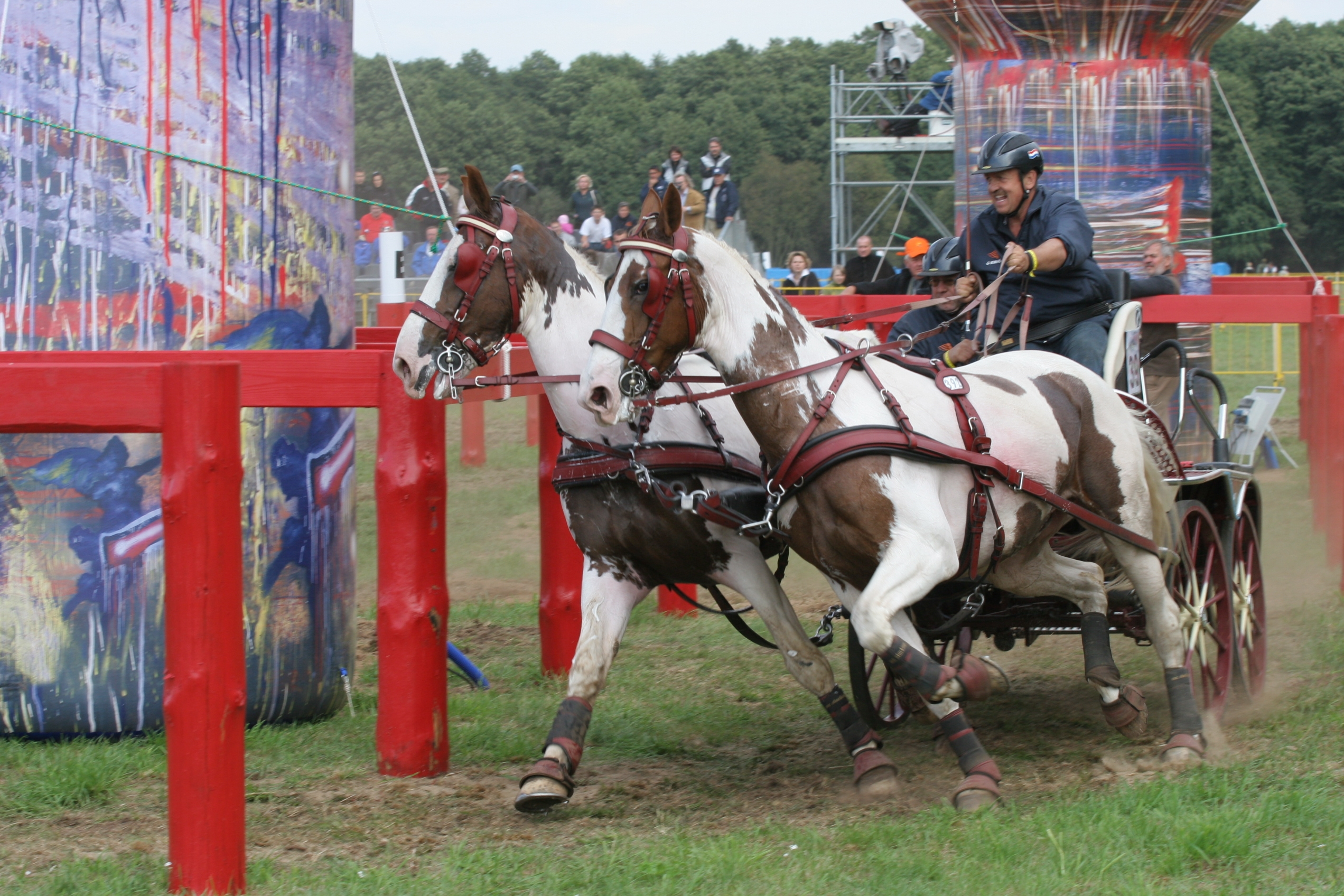
MŚ w Warce 2007, Harrie Verstappen (NL)

Powożenie – jedna z najstarszych konkurencji jeździeckich, obecnie jest jedną z 7 dyscyplin wspieranych przez Międzynarodową Federację Jeździecką (FEI). W dyscyplinie tej powożący siedzi w pojeździe zaprzęgowym i kieruje koniem, parą lub czwórką koni.

## Historia
Konie zaprzęgnięte w dwukołowe wozy obecne były już w starożytnym Egipcie, o czym świadczą datowane na XI w. p.n.e. płaskorzeźby, przedstawiające sceny z uroczystości, igrzysk oraz bojów. Wyścigi zaprzęgów były także popularne w starożytnej Grecji, począwszy od 680 roku p.n.e. Już podczas XXV olimpiady greckiej rozgrywano wyścigi kwadryg. Wyścigi zaprzęgów stanowiły bardzo atrakcyjną część programu olimpiad. Ich kontynuacją w czasach późniejszych były rzymskie wyścigi rydwanów.
W XVIII wieku powożenie zostało uznane za sport w Anglii, dzięki działaniom ówczesnego księcia Walii, późniejszego króla Jerzego IV. W XX wieku ważnym propagatorem tej dyscypliny był Filip, książę Edynburga, który w latach 70.- 80. był zawodnikiem powożenia (zaprzęgi czterokonne) oraz przewodniczącym FEI.
Organizacja FEI rozpoczęła rozgrywanie zawodów w powożeniu w roku 1970. Powożenie było w kolejności czwartą dyscypliną uznaną przez tę organizację. W rozwój i uznanie dyscypliny przez FEI ważny wkład mieli członkowie Polskiego Związku Jeździeckiego: Eryk Brabec i Czesław Matławski. Pierwsze przepisy utworzono wcześniej na podstawie przepisów dla dyscypliny wszechstronnego konkursu konia wierzchowego (WKKW).
Początki ważniejszych imprez datują się na lata:
- 1971 – Mistrzostwa Europy w zaprzęgach czterokonnych (do 1981 roku w lata nieparzyste),
- 1972 – Mistrzostwa Świata w zaprzęgach czterokonnych (kolejne w lata parzyste),
- 1983 – Mistrzostwa Europy w zaprzęgach parokonnych (jedyne),
- 1985 – Mistrzostwa Świata w zaprzęgach parokonnych (kolejne rozgrywane w lata nieparzyste),
- 1998 – Mistrzostwa Świata w zaprzęgach jednokonnych (kolejne planowane w lata parzyste).

## Zawody w powożeniu
Zawody rozgrywane są w 3 kategoriach: zaprzęgów czterokonnych, parokonnych i jednokonnych. Kobiety współzawodniczą z mężczyznami. Celem zawodów jest sprawdzenie wartości użytkowej koni oraz kultywacja kultury. Zawody trwają zazwyczaj 3 dni i składają się z 3 konkursów – każdy w kolejnym dniu. Wygrywa ten, kto zdobędzie najmniejszą liczbę punktów karnych. Czas przebiegu w konkursach B i C przeliczany jest na punkty karne, podobnie „pozytywną” punktację konkursu A przelicza się tak, by dostosować wpływ wyniku na całe zawody. Powożącemu w zawodach towarzyszy tzw. luzak (w zaprzęgach czterokonnych – 2 luzaków), którego rola polega na nawigowaniu w maratonie i pomocy przy obsłudze koni i zaprzęgu. Dopuszczalne działania luzaków regulowane są przepisami, których nieprzestrzeganie skutkuje punktami karnymi lub nawet eliminacją zaprzęgu.

### Konkurs A – ujeżdżenie
Celem tego konkursu jest ocena regularności, swobody, harmonii, impulsu i prawidłowości ruchu koni. Ważna jest również dokładność, precyzja oraz wygląd zawodnika i jego zaprzęgu (strój, uprząż, prezencja). Konkurs ten rozgrywany jest na placu (czworoboku) o wymiarach 100 × 40 m. Zaprzęg wykonuje określony program składający się z figur w stępie i w kłusie.

### Konkurs B – maraton
Celem tego konkursu jest ocena stanu wytrenowania, zwinności i wytrzymałości koni, ocena wyczucia tempa, odległości oraz zręczności powożenia zawodnika. Trasa pełnego maratonu składa się z pięciu odcinków i nie przekracza 22 km. W ostatnim etapie oznaczonym literą E, należy w dowolnym tempie pokonać od 5 do 8 przeszkód. O zwycięstwie w konkursie B decyduje szybkość, precyzja i prawidłowość jazdy. Używa się bryczki o specjalnej konstrukcji, typu „maratonowego” (tzw. maratonówki), innej niż w konkursie A i C.

### Konkurs C – zręczność powożenia
Celem jest ocena kondycji, posłuszeństwa i elastyczności koni po maratonie (konkursie B) oraz precyzji powożącego. Konkurs ten jest rozgrywany na placu, gdzie ustawione są przeszkody o ściśle określonych wymiarach. Obowiązuje ten sam pojazd i ubiór zawodnika i luzaka, jak w konkursie A. Z powodu rozmiaru przeszkód tego konkursu, obowiązują przepisowe wymiary powozu.

### Dyscyplina sportu dla niepełnosprawnych
Od 2006 roku organizacja FEI zarządza także zawodami w powożeniu dla osób niepełnosprawnych i jest jedyną międzynarodową federacją sportową, która nadzoruje obie odmiany konkurencji. Obywają się parajeździeckie imprezy sportowe o zasięgu krajowym i międzynarodowym. Podobnie jak w dyscyplinie ujeżdżenia, ogólne zasady rozgrywania konkursów pozostają niezmienione, a w określonych sytuacjach dopuszcza się używanie sprzętu pomocniczego. Grupy współzawodników są dobierane w zależności od ich sprawności fizycznej, dzięki czemu możliwe jest ocenianie przebiegu koni bez względu na niepełnosprawność powożących.

## Powożenie w Polsce

### Zawody w powożeniu w Polsce
Pierwsze Mistrzostwa Polski w Powożeniu datują się na lata:
- 1979 w zaprzęgach czterokonnych,
- 1985 w zaprzęgach parokonnych,
- 1998 w zaprzęgach jednokonnych.

W Polsce odbyło się również kilka imprez międzynarodowych w latach:
- 1975 – Mistrzostwa Europy w Powożeniu Zaprzęgami Czterokonnymi w Sopocie,
- 1995 – Mistrzostwa Świata w Powożeniu Zaprzęgami Parokonnymi w Poznaniu,
- 2007 – Mistrzostwa Świata w Powożeniu Zaprzęgami Parokonnymi w Warce,
- 2008 – Mistrzostwa Świata w Powożeniu Zaprzęgami Jednokonnymi w Jarantowie.

### Osiągnięcia polskiego powożenia
Polskie zaprzęgi w dyscyplinie powożenia przez wiele lat zajmowały silną pozycję na arenie międzynarodowej, na co wskazują wysokie pozycje rankingowe Mistrzostw Świata dla wszystkich trzech rodzajów zaprzęgów. Polską rasą odnoszącą sukcesy w powożeniu są konie śląskie.
Zaprzęgi czterokonne – Mistrzostwa Świata: 

|   | Medale  | Druż./ind.    | Zawodnicy                                              | Data i miejsce    |
| - | ------- | ------------- | ------------------------------------------------------ | ----------------- |
| 1 | Brązowy | Drużynowo     | Zygmunt Szymoniak, Tadeusz Czermiński                  | 1974 – Frauenfeld |
| 2 | Brązowy | Indywidualnie | Zygmunt Waliszewski                                    | 1976 – Apeldoorn  |
| 3 | Brązowy | Drużynowo     | Zygmunt Waliszewski, Tadeusz Czemiński, Antoni Musiał  | 1976 – Apeldoorn  |
| 4 | Brązowy | Drużynowo     | Zygmunt Waliszewski, Antoni Musiał, Władysław Adamczak | 1980 – Windsor    |

Zaprzęgi czterokonne – Mistrzostwa Europy:
|   | Medale  | Druż./ind.    | Zawodnicy                                                 | Data i miejsce        |
| - | ------- | ------------- | --------------------------------------------------------- | --------------------- |
| 1 | Srebrny | Drużynowo     | Zygmunt Waliszewski, Tadeusz Czemiński, Zygmunt Szymoniak | 1975 – Sopot          |
| 2 | Srebrny | Drużynowo     | Zygmunt Waliszewski, Antoni Musiał, Zygmunt Szymoniak     | 1977 – Donaueschingen |
| 3 | Srebrny | Drużynowo     | Zygmunt Waliszewski, Antoni Musiał, Władysław Adamczak    | 1981 – Zug            |
| 4 | Brązowy | Drużynowo     | Zygmunt Waliszewski, Antoni Musiał, Władysław Adamczak    | 1979 – Haras du Pin   |
| 5 | Brązowy | Indywidualnie | Zygmunt Waliszewski                                       | 1979 – Haras du Pin   |
| 6 | Brązowy | Indywidualnie | Władysław Adamczak                                        | 1981 – Zug            |

Zaprzęgi parokonne – Mistrzostwa Świata: 

|   | Medale  | Druż./ind.    | Zawodnicy                                           | Data i miejsce         |
| - | ------- | ------------- | --------------------------------------------------- | ---------------------- |
| 1 | Srebrny | Indywidualnie | Rajmund Wodkowski                                   | 1987 – Riesenbeck      |
| 2 | Srebrny | Drużynowo     | Roman Kusz, Zbigniew Brzoskowski, Czesław Konieczny | 1995 – Poznań          |
| 3 | Srebrny | Drużynowo     | Roman Kusz, Jacek Kozłowski, Ireneusz Kozłowski     | 2003 – Wersal          |
| 4 | Brązowy | Drużynowo     | Roman Kusz, Zbigniew Brzoskowski, Czesław Konieczny | 1987 – Riesenbeck      |
| 5 | Brązowy | Drużynowo     | Roman Kusz, Zbigniew Brzoskowski, Marek Pawelec     | 1989 – Balaton Fenyves |
| 6 | Brązowy | Drużynowo     | Roman Kusz, Zbigniew Brzoskowski, Marek Pawelec     | 1991 – Zwettl          |
| 7 | Brązowy | Indywidualnie | Roman Kusz                                          | 1991 – Zwettl          |
| 8 | Brązowy | Drużynowo     | Roman Kusz, Zbigniew Brzoskowski, Marek Pawelec     | 1993 – Gladstone       |
| 9 | Brązowy | Indywidualnie | Roman Kusz                                          | 2003 – Wersal          |

Zaprzęgi jednokonne – Mistrzostwa Świata: 

|   | Medale  | Druż./ind.    | Zawodnicy                                                  | Data i miejsce            |
| - | ------- | ------------- | ---------------------------------------------------------- | ------------------------- |
| 1 | Złoty   | Indywidualnie | Bartłomiej Kwiatek                                         | 2018 – Kronenberg         |
| 2 | Srebrny | Indywidualnie | Bartłomiej Kwiatek                                         | 2010 – Pratoni del Vivaro |
| 3 | Srebrny | Drużynowo     | Marcin Kilańczyk, Bartłomiej Kwiatek, Weronika Kwiatek     | 2016 – Piber              |
| 4 | Srebrny | Indywidualnie | Weronika Kwiatek                                           | 2016 – Piber              |
| 5 | Brązowy | Drużynowo     | Agnieszka Chwastek, Wiktor Pietrowski, Przemysław Zabłocki | 2004 – Åstorp             |
| 6 | Brązowy | Drużynowo     | Bartłomiej Kwiatek, Katarzyna Kuryś, Sebastian Bogacz      | 2018 – Kronenberg         |
| 7 | Brązowy | Indywidualnie | Bartłomiej Kwiatek                                         | 2020 – Pau                |
| 8 | Brązowy | Drużynowo     | Bartłomiej Kwiatek, Weronika Kwiatek                       | 2020 – Pau                |